# Infàmia (obra de teatre)
Infàmia és una obra de teatre escrita per Pere Riera i representada per primera vegada a La Villarroel el gener de 2016. Estructurada en un sol acte, la peça enfronta quatre actors de dues generacions diferents: l'Eva Dolç, una actriu veterana, retirada dels escenaris per motius que no es poden revelar, que fa de coach a dos joves intèrprets emergents, l'Aleix i la Sara; i el Toni, un antic company de l'Eva que li proposa tornar als escenaris. L'obra, nascuda com un encàrrec de l'equip directiu de La Villarroel, planteja una crítica sobre la feina de l'espectador i una reflexió sobre l'ofici de l'actor.

## Concepció
Després de l'èxit de Barcelona, Pere Riera va veure's capficat en la resposta del públic envers l'espectacle, veient que la reacció de la gent es basava en la visió de dues dones republicanes durant la Guerra Civil, convertint el que en un principi intentava ser una obra sobra l'amistat en un símbol del catalanisme. Això va dur a l'escriptor a preguntar-se sobre la capacitat del públic a hipnotitzar-se amb una història de ficció, emocionant-se i creient-se tot el que està succeint dalt l'escenari. L'espectació sobre la visió del públic envers la peça creada se li va presentar com una obsessió.
A partir d'aquestes idees, i a través d'un encàrrec de La Villarroel, Riera, amb l'ajuda de les reflexions dels intèrprets, va fent evolucionar diverses versions d'una obra on es parla de la vocació de l'actor, on es planteja el perquè els personatges escullen aquest ofici i no un altre. Sense haver trobat una resposta clara, crea un joc entre els actors i els espectadors, demostrant-los el poder que tenen sobre el significat final de la peça.

## Argument
La Sara, una actriu que porta anys intentant triunfar al món del teatre, i l'Aleix, un jove actor conegut pels seus papers a la televisió, assagen una de les escenes de Hamlet de William Shakespeare, ja que la Sara té un càsting per una futura producció de l'obra. Aleshores arriba l'Eva Dolç, una gran actriu veterana, reconeguda arreu del país, que va abandonar els escenaris i va prometre no tornar a actuar sense cap motiu aparent. L'Eva fa de coach dels joves actors i es dedica a corregir severament les seves actuacions amb una gran duresa, plantejant-los la dificultat de la professió de l'actor.
En una de les sessions, apareix en Toni, també un actor veterà de renom, antic company de l'Eva, i ajuda i assessora també als joves actors. Un cop finalitzada la sessió, en Toni i l'Eva queden sols a la sala i ell, entremig de converses banals, acaba proposant-li un nou projecte. Ella s'hi nega recordant-li que s'havia retirat dels escenaris després de la mort d'en Carles, el seu marit.
A mesura que avancen les sessions, amb en Toni ja constantment present per tal de fer pressió a l'Eva per tal que accepti la seva proposta, la tensió entre els quatre actors augmenta. L'Aleix comença a arribar tard o faltar a les sessions amb l'excusa de tenir el pare a l'hospital, la Sara s'obsessiona per aconseguir el paper d'Ofèlia, en Toni va assumint el rol de coach dels dos actors i l'Eva va intentant aguantar i mostrar-se impassible mentre el món sencer se l'hi cau al damunt.
Durant la sessió posterior al càsting, la Sara comenta que no l'han agafada pel paper i pregunta a l'Eva si pensa que ella podrà viure del teatre i li confessa que el que realment vol és convertir-se en una actriu com ho ha estat ella. L'Eva li respon que si de veritat vol viure del teatre, podrà viure, i li demana que li faci el monòleg del càsting. Durant la seva interpretació, la Sara perd el seny (tal com ho fa Ofèlia) i acaba fent-se un tall a la mà amb un tros de vidre trencat. L'Aleix se l'emporta per tal de curar-li les ferides.
Un cop sols i causa de l'incident amb la Sara, l'Eva i el Toni acaben discutint sobre què vol dir ser actor i el veritable motiu pel qual l'Eva ha abandonat els escenaris, ja que ella va protagonitzar una última obra mesos després de la mort del seu marit. L'Eva, un cop ensorrada, reconeix que va prometre no tornar a actuar perquè havia notat la mirada crítica del públic i no sabia exactament què hi veien en ella. Llavors entra la Sara preguntant a en Toni què n'ha de fer amb la sang sobrant, descobrint així l'engany al qual l'Eva s'ha vist sotmesa.
L'obra conclou amb l'escena de la mort d'Ofelia, on el Toni, la Sara i l'Aleix conviden a l'Eva a ficar-se en el paper de Gertrudis, tornant, així, a actuar després de tot aquest temps.

## Personatges
- Eva Dolç (Emma Vilarasau) - una veterana actriu que s'ha retirat dels escenaris per un motiu desconegut.
- Toni (Jordi Boixaderas) - un actor de renom, company de l'Eva, que arriba amb una proposta per ella.
- Sara (Anna Moliner) - una jove actriu amb la il·lusió de convertir-se en una gran professional.
- Aleix (Francesc Ferrer)[3] - un jove actor reconegut per una sèrie de televisió, però amb una sensibilitat superficial.

## Recepció
Infàmia ha estat un èxit total de crítica, elevant tant el text de Riera per la seva dissecció del món dels actors i del teatre des de dins i del joc i poder que atorga al públic. Les interpretacions dels intèrprets també han sigut motiu d'elogis, especialment per una veterana Emma Vilarasau, a la carn d'Eva Dolç, i per a Jordi Boixaderas, a qui tots reconeixen el paper motor que té durant la funció.